# ハルプレヒ
ハルプレヒ (ドイツ語: Halblech) は、ドイツ連邦共和国バイエルン州シュヴァーベン行政管区のオストアルゴイ郡に属す町村（以下、本項では便宜上「町」と記述する）である。

## 地理
ハルプレヒはアルゴイ地方に位置する。

### 自治体の構成
この町は、公式には32の地区 (Ort) からなる。このうち小集落や孤立農場などを除く集落を以下に列記する。
| - バイエルニーダーホーフェン - ベルクホーフ - ブーヒング - エッシェンベルク - グライト | - ハルプレヒ - リート - シュトッキンゲン - トラウフガウ - ウンターライテン |

## 歴史
ハルプレヒの町域は、ミュンヘン会計局およびランツベルク地方裁判所に属し、一部はホーエンシュヴァンガウ領であった。1567年からはバイエルンの一部となった。バイエルンの行政改革に伴う1818年の市町村令によって現在の自治体が成立した。

### 人口推移
- 1970年 2,797人
- 1987年 3,115人
- 2000年 3,485人

## 行政

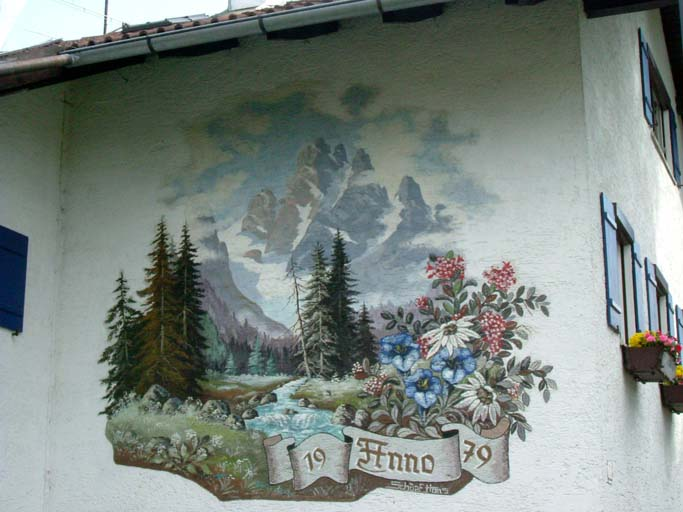
ハルプレヒの民家に描かれた壁絵

町長はヨハン・グシュヴィル (Parteilose Wählergemeinschaft Buching) である。

## 経済と社会資本
- 基礎課程学校 1校

## 人物

### ゆかりの人物
- モニカ・バーダー（1959年 - ）女子アルペンスキー選手

## 引用
1. ↑  https://www.statistikdaten.bayern.de/genesis/online?operation=result&code=12411-003r&leerzeilen=false&language=de Genesis-Online-Datenbank des Bayerischen Landesamtes für Statistik Tabelle 12411-003r Fortschreibung des Bevölkerungsstandes: Gemeinden, Stichtag (Einwohnerzahlen auf Grundlage des Zensus 2011)
2. ↑  Bayerische Landesbibliothek Online